# Thereza Imanishi-Kari
Thereza Imanishi-Kari é professora associada de patologia na Tufts University. Sua pesquisa se concentra nas origens de doenças autoimunes, particularmente Lúpus Eritematoso Sistêmico, estudado usando camundongos como organismos modelo. Anteriormente, ela foi membro do corpo docente da Massachusetts Institute of Technology (MIT). Ela é notável por seu papel no que ficou conhecido como o “caso Baltimore,” no qual um artigo de 1986 que escreveu em coautoria com David Baltimore foi alvo de alegações de má conduta da pesquisa. Após uma série de investigações, ela foi exonerada das acusações em 1996.

## Juventude e educação
Uma brasileira, Thereza Imanishi-Kari é formada em biologia pela Universidade de São Paulo, perto de sua cidade natal, Indaiatuba, Brasil. Posteriormente, estudou na Universidade de Kyoto, em Kyoto, no Japão, e na Universidade de Helsinque, na Finlândia, que lhe concedeu o título de doutora na área de imunogenética.

## Pesquisar
A pesquisa de Imanishi-Kari se concentra em imunologia, particularmente na compreensão da biologia molecular e celular subjacente ao desenvolvimento de doenças autoimunes. Ela estuda o Lúpus Eritematoso Sistêmico usando modelos de camundongos e foi financiada para este trabalho pelo Lupus Research Institute e pelo National Institutes of Health (NIH). Seu interesse em imunologia foi motivado em parte pela morte de sua irmã devido ao Lúpus.  :149

## Investigação e exoneração
Em 1986, Imanishi-Kari foi coautora de um artigo científico sobre imunologia com David Baltimore. O artigo, publicado na periódico científica Cell, mostrou resultados inesperados sobre como o sistema imunológico reorganiza seus genes para produzir anticorpos contra antígenos que encontra pela primeira vez. Margot O’Toole, uma pesquisadora no laboratório de Imanishi-Kari, alegou que não conseguiu reproduzir alguns dos experimentos no artigo e acusou Imanishi-Kari de fabricar os dados. Como a pesquisa foi financiada pelo governo federal dos EUA por meio dos National Institutes of Health (NIH), o assunto foi levado ao Congresso dos Estados Unidos, onde foi agressivamente perseguido por, entre outros, o Representante John Dingell. Principalmente com base nessas descobertas, a unidade de fraude do NIH, então chamada de Office of Scientific Integrity, acusou a Dra. Imanishi-Kari em 1991 de falsificar dados e recomendou que ela fosse impedida de receber bolsas de pesquisa por 10 anos.
Em 1996, um painel de apelações recém-constituído do Department of Health and Human Services dos EUA (HHS), revisou o caso novamente e rejeitou todas as acusações contra Imanishi-Kari. Em agosto de 1996, ela ganhou uma posição oficial como professora assistente no Departamento de Patologia da Escola de Medicina da Universidade Tufts. Houveram críticas generalizadas ao sistema do governo para lidar com alegações de má conduta e pedidos de revisão dos procedimentos de supervisão que lidam com a integridade da pesquisa biomédica. O caso de alegada má conduta científica e sua exoneração foi relatado na Scientific American. Um editorial do New York Times, na época, descreveu o resultado final da investigação de dez anos como “vergonhoso para o Governo Federal e uma vindicação tardia para a cientista acusada”.
O alto perfil do caso resultou em uma grande quantidade de comentários publicados sobre o assunto. O New York Times publicou um relato do tratamento dado pelo estabelecimento médico a O’Toole em 22 de março de 1991. O matemático Serge Lang discutiu o caso em um artigo publicado na revista Ethics and Behavior em janeiro de 1993. Vários livros, incluindo The Baltimore Case (1998), de Daniel Kevles da Universidade de Yale, e The Great Betrayal: Fraud in Science, do historiador científico Horace Freeland Judson, também abordaram o caso de Baltimore.
O alto perfil do caso resultou em uma grande quantidade de comentários publicados sobre o assunto. O New York Times publicou um relato do tratamento dado pelo estabelecimento médico a O’Toole em 22 de março de 1991.[10] O matemático Serge Lang discutiu o caso em um artigo publicado na revista Ethics and Behavior em janeiro de 1993.[11] Vários livros, incluindo The Baltimore Case (1998), de Daniel Kevles da Universidade de Yale[12], e The Great Betrayal: Fraud in Science, do historiador científico Horace Freeland Judson,[13] também abordaram o caso de Baltimore.

## Links externos
- Relatório de Integridade do Departamento de Saúde e Serviços Humanos